# Großsteingrab Dødningene 2
Das Großsteingrab Dødningene 2 ist eine megalithische Grabanlage der jungsteinzeitlichen Nordgruppe der Trichterbecherkultur im Kirchspiel Snostrup in der dänischen Kommune Frederikssund.

## Lage
Das Grab liegt bei Dødningene auf einem Feld östlich des Store Rørbækvej. Nur wenige Meter südlich liegt das Großsteingrab Dødningene 3. Wenige Meter nördlich lag das zerstörte Großsteingrab Dødningene 1. In der näheren Umgebung gibt bzw. gab es zahlreiche weitere megalithische Grabanlagen.

## Forschungsgeschichte
1862 wurden Zeichnungen des Grabes angefertigt. Im Jahr 1875 führten Mitarbeiter des Dänischen Nationalmuseums eine Dokumentation der Fundstelle durch. 1886 wurde das Grab unter Leitung von Andreas Peter Madsen archäologisch untersucht. Weitere Dokumentationen erfolgten 1942 durch Mitarbeiter des Nationalmuseums und 1982 durch Mitarbeiter der Forst- und Naturbehörde.

## Beschreibung

### Architektur
Die Anlage besitzt eine nord-südlich orientierte rechteckige Hügelschüttung mit einer Länge von 22 m, einer Breite von 8 m und einer Höhe von 1,4 m. Von der Umfassung sind noch 22 oder 23 Steine erhalten: acht oder neun an der östlichen und neun an der westlichen Langseite sowie drei an der nördlichen und zwei an der südlichen Schmalseite.
Der Hügel enthält zwei Grabkammern, die beide als Urdolmen anzusprechen sind. Die nördliche besteht aus drei Wandsteinen und einem Schwellenstein (in älteren Berichten wird der Schwellenstein ebenfalls als Wandstein gezählt). Auf den Wandsteinen liegt ein Deckstein auf. Zur Orientierung und den Maßen der Kammer liegen keine Angaben vor.
Die südliche besteht gemäß dem Bericht von 1982 noch aus drei Wandsteinen. In älteren Berichten ist noch von vier Wandsteinen die Rede. Der Deckstein fehlt bereits länger. Zur Orientierung und den Maßen der Kammer liegen keine Angaben vor.

### Funde
Bei der Grabung von 1886 wurden zwei Feuerstein-Dolche und eine einfache Schaftlochaxt gefunden.